# Ilovačak
Ilovačak is een plaats in de gemeente Glina in de Kroatische provincie Sisak-Moslavina. De plaats telt 176 inwoners (2001).